# Bộ điều khiển vòng hở
Bộ điều khiển vòng hở, còn được gọi là một bộ điều khiển không-phản hồi, là một dạng của bộ điều khiển dùng để tính toán đầu vào của nó vào 1 hệ thống chỉ sử dụng dòng trạng thái và mô hình của nó cho hệ thống.
Một đặc tính của bộ điều khiển vòng hở là nó không sử dụng hồi tiếp để xác định liệu đầu ra của nó có đạt được mục đích mong muốn của đầu vào hay không. Điều này có nghĩa là hệ thống này không giám sát đầu ra của quá trình mà nó điều khiển. Do đó, một hệ thống vòng hở thực sử không thể được sử dụng trong máy học và cũng không thể hiệu chỉnh bất kỳ sai số có thể mắc phải nào. Nó cũng không thể bù nhiễu trong hệ thống.
Ví dụ, một hệ thống thủy lợi, được lập trình để được bật tại khoảng thời gian đặt trước có lẽ là một ví dụ của hệ thống vòng hở nếu nó không đo lường độ ẩm của đất để phản hồi trở lại. Ngay cả nếu mưa xuống, hệ thống thủy lợi vẫn làm việc theo lịch, làm lãng phí nước.
Điều khiển vòng hở được sử dụng cho các hệ thống được xác định rõ ràng, nơi mà mối quan hệ giữa đầu vào và trạng thái kết quả có thể được mô tả bởi một công thức toán học. Ví dụ, việc xác định điện áp để cung cấp cho một động cơ điện mà chỉ mang một tải cố định, để đạt được tốc độ mong muốn có lẽ là một ứng dụng tốt của điều khiển vòng hở. Nếu tải không đoán trước được, mặt khác, tốc độ động cơ có thể biến đổi như một hàm số của tải cũng giống như điện áp, một bộ điều khiển vòng hở do đó không đủ khả năng để đảm bảo điều khiển vận tốc lặp đi lặp lại nữa.
Một ví dụ của điều này là một hệ thống băng chuyền, yêu cầu di chuyển với vận tốc không đổi. Với một điện áp không đổi, băng chuyền sẽ di chuyển với vận tốc khác nhau phụ thuộc vào tải trọng đặt vào động cơ (ở đây là trọng lượng của các vật đặt trên băng chuyền). Để băng chuyền chạy với tốc độ không đổi, điện áp đưa vào động cơ phải được điều chỉnh theo tải. Trong trường hợp này, một hệ thống điều khiển vòng kín cần được sử dụng.
Bộ điều khiển vòng hở thường được sử dụng trong các quá trình đơn giản bởi vì sự đơn giản và chi phí thấp của nó, đặc biệt trong các hệ thống nơi mà phản hồi là điều không bắt buộc. Một ví dụ điển hình đó là trong một máy giặt thông thường, vì thời gian giặt hoàn toàn phụ thuộc vào việc điều chỉnh và cài đặt của người vận hành. Một cách tổng quá, để chính xác hơn nữa hoặc thích nghi hơn nữa, cần phải phản hồi đầu ra của hệ thống trở lại đầu vào của bộ điều khiển. hệ thống loại này được gọi là một hệ thống vòng kín.